# 梅若韦 (第聂伯罗彼得罗夫斯克州)
48°15′24″N 34°32′8″E / 48.25667°N 34.53556°E
梅若韦（羅馬化：Mezhove）是烏克蘭中部的村莊，隸屬第聶伯羅彼得羅夫斯克州的第聶伯羅區。該村處於赫魯希夫卡河右岸，分別距離貝雷茲努瓦蒂夫卡1.5公里和赫魯希夫卡3.5公里，海拔高度97米，2001年人口133。